# TrueNorth

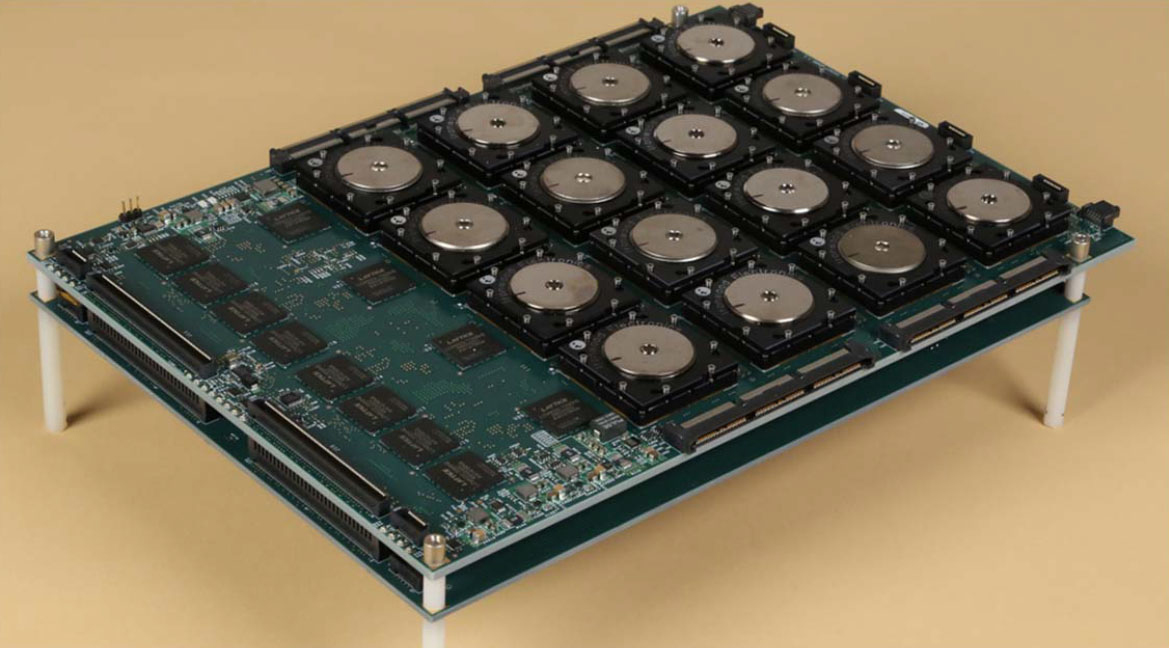
Отладочная плата с 16 нейроморфическими процессорами IBM TrueNorth, каждый из которых содержит более 5 млрд транзисторов и имитирует работу до 1 миллиона модельных «нейронов» и до 250 миллионов связей между ними («синапсов»).

TrueNorth — исследовательский проект нейроморфического процессора второго поколения от компании IBM. Микрочип TrueNorth был разработан к лету 2014 года в рамках программы DARPA SyNAPSE. Процессор имеет неклассическую архитектуру (не основан на архитектуре фон Неймана) и  вдохновлен некоторыми моделями работы неокортекса.

## Характеристики
Чип TrueNorth изготовлен по планарной полупроводниковой технологии по техпроцессу 28 нм на заводе Samsung. Он содержит 5.4 миллиарда транзисторов (что делает его одним из крупнейших на момент выпуска), с помощью которых реализованы:
- один миллион эмулируемых «нейронов»
- 256 миллионов эмулируемых связей между нейронами — «синапсов».
- около 400 мегабит SRAM памяти (приблизительно 50 мегабайт)

Для организации такого количества элементов использовалось 4096 блоков («ядер») в двухмерном массиве размером 64 на 64. Каждый блок («ядро») содержит планировщик, модуль управления токенами, около 100 килобит SRAM памяти для хранения состояния «синапсов» и «нейронов», модуль коммуникации с соседними ядрами (маршрутизатор, router), и логическую реализацию «нейронов», которая позволяет каждому блоку моделировать 256 «нейронов» с частотой 1 кГц. Чип построен по асинхронной технологии, созданной в Cornell University.
Моделируются «нейроны» с двоичным состоянием (Spiking neurons; Integrate-and-fire). Вес каждого синапса кодируется 2 битами. То есть, фактически, синапс может быть возбуждающим (с фиксированным для данного нейрона весом), тормозным (тоже - с одним и тем же весом для всех синапсов одного нейрона) или отсутствующим. Синаптические связи имеют 4-битную временную задержку.
Энергопотребление чипа составляет 70—100 милливатт (при анализе видео 400×240 30 fps), производительность систем на базе чипа оценивается авторами в 46 млрд «синаптических операций в секунду на ватт»

## Применение
TrueNorth подходит для исполнения рекуррентных нейронных сетей, которые могут применяться для классификации различной информации, в том числе, изображений, речи и видео.
Для программирования TrueNorth используется новый объектно-ориентированный язык Corelet.